# Gen.G
Gen.G是一支韩国电子竞技俱乐部，成立于2017年，曾用名KSV Esports。

## 英雄联盟分部
Gen.G英雄联盟战队前身为三星赞助的Samsung Galaxy（SSG）战队。2013年英雄联盟全球总决赛开始前，三星赞助了其中一只名为MVP Ozone的韩国入围队伍，这支队伍随后以Samsung Ozone(SSO)的名称参加了S3总决赛，但未能从小组中出线。
S3结束后，SSO扩军改组为Samsung Galaxy White(SSW，三星白)和Samsung Galaxy Blue（SSB，三星蓝）两支队伍，SSW和SSB在2014年英雄联盟全球总决赛的半决赛中相遇，SSW击败SSB进入决赛并最终夺得冠军。
S4结束后，由于Riot Games规定每个俱乐部只能拥有一支战队，该俱乐部将两者重组为Samsung Galaxy (SSG)。
SSG与SKT曾连续两年在全球总决赛的决赛中相遇，2016年SSG 2-3惜败对手，而后在2017年3-0横扫SKT夺得冠军。
S7结束后，三星宣布将旗下最后一只电子竞技队伍，即英雄联盟战队SSG出售给KSV，而KSV又在2018年中更名为Gen.G。

### 2018年
Gen.G参加了2018年的英雄联盟選手与前一年夺冠时几乎没有变化，但在小组赛中Gen.G却出人意料地一胜五负小组垫底

### 2019年
到了2019年後，Gen.G在KeSPA杯先後擊敗了SB、KZ和KT戰隊，然而在決賽中被GRF3比0橫掃，屈居亞軍。在該年的LCK春季賽中，他們的狀態發揮不好，常規賽以5勝13負排名第七，無緣春季季後賽。
2019年夏天，Gen.G全員狀態一度回暖，至7月底時常規賽排名上升至前三位。直至常規賽結束後，以10勝8負排名常規賽第六位，無緣夏季季後賽。Gen.G連續兩賽季季後賽缺席，使得該隊的全球總決賽積分為零，意味著Gen.G失去了參加2019年全球總決賽的資格。

### 2020年
2020年LCK春季賽中，Gen.G以14勝4負以及18積分排名常規賽第一。然而在季後賽決賽中，被T1戰隊3:0橫掃，最終奪得了春季賽亞軍。
一個多月後，Gen.G以LCK春季賽亞軍作為二號種子參加季中杯(2020 mid-season-cup)賽事。小組賽中，Gen.G擊敗了S8世界冠軍IG、LPL春季賽冠軍JDG戰隊，僅敗給了DRX一場。由於累計獲勝時間最短以及LPL的IG戰隊三連敗，Gen.G進入第一場加賽，最終成功復仇DRX，以小組賽3勝1負為小組第一進入半決賽。然而在半決賽中，被LPL的Top Esports3:0橫掃，止步四強。

### 2021年
2021年LCK春夏季例行賽皆拿到第二名，並以最多積分拿到當年度LCK世界賽第二種子出賽權；可惜在淘汰賽階段四強遭當年度冠軍EDG3:2淘汰，也是在當屆世界賽創下「死亡回望」的名場面。

### 2022年
2022年隨著Chovy，Peanut等選手加入，成績得到進一步提升；夏季賽更是以3:0橫掃T1戰隊，得到當年LCK世界賽第一種子出賽權。世界賽小組賽階段於加賽擊敗RNG，以D組第一成績出線；八強3:2擊敗S10世界冠軍DK戰隊，卻在四強不敵當年冠軍戰隊DRX。

### 2023年
2023年隊內最後的冠軍選手Ruler離隊，隊伍決定提拔青訓射手位選手Peyz，戰績並未因此受到太多影響。春季賽例行賽第二名，並於季後賽決賽擊敗T1拿到春季冠軍及MSI出賽資格，但MSI於分組賽階段勝者組第二輪遭T1戰隊3:2復仇，更在敗者組第三輪遭BLG戰隊3:0橫掃無緣晉級；夏季賽例行賽雖不敵KT屈居第二，但依然於決賽3:0橫掃T1奪冠，世界賽以LCK第一種子出賽並於瑞士制階段連下三城早早晉級淘汰賽階段，卻於淘汰賽八強以極其難看的選角策略遭BLG3:2淘汰出局，甚至於第二局創下自選紅方將5路最適合版本的英雄放給BLG戰隊選用的名場面。

### 2024年
2024LCK春季赛决赛，GEN.G以3-2的比分战胜T1，夺得2024LCK春季赛冠军。
5月19日，2024英雄联盟季中冠军赛决赛，Gen.G以3-1战胜BLG，获得冠军。
9月8日，在2024年LCK夏季赛决赛中，GEN.G 2-3不敌HLE战队获得亚军。
10月27日，在英雄联盟2024赛季全球总决赛的半决赛中，GEN.G以1-3不敌T1，止步四强。GEN.G对阵T1的大场十连胜也随之终结。
2025年
GEN.G於第二賽段常規賽取得18大場全勝的成績，並於Road to MSI中以3-2擊敗HLE，取得MSI一號種子的名額。並與Msi中以3-1擊敗G2、3-2擊敗AL及T1，進入2025msi決賽，並於英雄聯盟2025季中邀請賽決賽中以3-2擊敗T1獲得冠軍。
| 时间       | 比赛                | 成绩         | 获胜者 |
| ---------- | ------------------- | ------------ | ------ |
| 2025-7-13  | 2025msi決賽         | GEN.G 3-2T1  | GEN.G  |
| 2025-7-10  | 2025msi勝者組決賽   | GEN.G 3-2 T1 | GEN.G  |
| 2024-10-27 | S14半决赛           | Gen.G 1-3 T1 | T1     |
| 2024-08-03 | 2024LCK夏季赛       | Gen.G 2-0 T1 | Gen.G  |
| 2024-06-16 | 2024LCK夏季赛       | Gen.G 2-0 T1 | Gen.G  |
| 2024-04-14 | 2024LCK春季赛季后赛 | Gen.G 3-2 T1 | Gen.G  |
| 2024-03-09 | 2024LCK春季赛       | Gen.G 2-0 T1 | Gen.G  |
| 2024-01-17 | 2024LCK春季赛       | Gen.G 2-1 T1 | Gen.G  |
| 2023-10-20 | S13瑞士轮           | Gen.G 1-0 T1 | Gen.G  |
| 2023-08-20 | 2023LCK夏季赛季后赛 | Gen.G 3-0 T1 | Gen.G  |
| 2023-08-12 | 2023LCK夏季赛季后赛 | Gen.G 3-2 T1 | Gen.G  |
| 2023-07-08 | 2023LCK夏季赛       | Gen.G 2-0 T1 | Gen.G  |
| 2023-06-11 | 2023LCK夏季赛       | Gen.G 2-1 T1 | Gen.G  |
| 2023-05-13 | 2023MSI             | Gen.G 2-3 T1 | T1     |
| 2023-04-09 | 2023LCK春季赛季后赛 | Gen.G 3-1 T1 | Gen.G  |

### 现役选手
| ID     | 名字   | 位置 | 生日           | 國籍 |
| ------ | ------ | ---- | -------------- | ---- |
| Kiin   | 金基仁 | 上路 | 1999年5月28日  |      |
| Canyon | 金建敷 | 打野 | 2001年6月18日  |      |
| Chovy  | 鄭智勳 | 中路 | 2001年3月3日   |      |
| Ruler  | 朴載赫 | ADC  | 1998年12月29日 |      |
| Duro   | 朱玟奎 | 輔助 | 2002年2月4日   |      |

### 過往成員
| ID        | 名字   | 位置      | 生日           | 國籍  |
| --------- | ------ | --------- | -------------- | ----- |
| Kellin    | 金亨圭 | 輔助      | 2001年2月1日   |       |
| CuVee     | 李聖   | 上路      | 1996年9月27日  |       |
| Roach     | 金康熙 | 上路/中路 | 1999年1月31日  |       |
| SeongHwan | 尹成愌 | 打野      | 1997年12月11日 |       |
| Fly       | 宋鏞浚 | 中路      | 1996年2月25日  |       |
| Kuzan     | 李晟赫 | 中路      | 1997年1月7日   |       |
| Rich      | 李在元 | 中路      | 1998年2月16日  |       |
| Asper     | 金太基 | 輔助      | 2000年1月12日  |       |
| Mong      | 文彰敏 | 上路      | 1998年10月24日 |       |
| Ambition  | 姜贊鎔 | 打野      | 1992年10月27日 |       |
| Haru      | 姜珉丞 | 打野      | 1998年6月3日   |       |
| Crown     | 李民晧 | 中路      | 1995年2月28日  |       |
| CoreJJ    | 曺容仁 | 輔助      | 1994年6月22日  |       |
| Bdd       | 郭普成 | 中路      | 1999年3月1日   |       |
| Life      | 金玎玟 | 輔助      | 2000年7月7日   |       |
| Rascal    | 金光熙 | 上路      | 1997年10月16日 |       |
| Clid      | 金太敏 | 打野      | 1999年7月1日   |       |
| Doran     | 崔玄準 | 上路      | 2000年7月22日  |       |
| Lehends   | 孫施尤 | 輔助      | 1998年12月24日 |       |
| Peanut    | 韓旺乎 | 打野      | 1998年2月3日   |       |
| Delight   | 劉煥中 | 輔助      | 2002年9月12日  |       |
| Ruler     | 朴載赫 | ADC       | 1998年12月29日 | [ 8 ] |

## 守望先锋
Gen.G俱乐部是守望先锋联赛中首尔王朝队的拥有者。

## 绝地求生
Gen.G曾经拥有Gen.G Gold与Gen.G Black两支绝地求生战队，其中Gen.G Gold获得了2018年绝地求生全球邀请赛TPP（第三人称）模式的冠军。
现在两支队伍已经合并，以Gen.G名义参赛。
2019年Gen.G獲得MET亞洲系列賽冠軍、PGC世界賽冠軍
2021年GEN.G獲得PUBG Global Invitational.S 2021(PGI.S)季軍
2021年GEN.G獲得PUBG WEEKLY SERIES: EAST ASIA(PWS)總決賽冠軍
現有成員:
| ID     | 姓名                           | 国籍 |
| ------ | ------------------------------ | ---- |
| Pio    | 車承勳 (Cha Seung-hoon/차승훈) |      |
| DG98   | 黃大權 (Hwang Dae-kwon/황대권) |      |
| Foxy   | 李在浩 (Lee Jae-ho/이재호)     |      |
| taemin | 姜泰民 (Kang Tae-min/강태민)   |      |

## 特戰英豪
Gen.G曾在美洲賽區以Gen.G Black參賽，但已在2023收掉。現今以Gen.G Esports在太平洋賽區參與聯賽
2024年，重建僅100多天的GenG在馬德里大師以2比3惜敗Sentinels賽奪下亞軍。但隨即在6月的上海大師賽以3比2擊敗Team Heretics，奪得冠軍。
同年(2024)8月首爾冠軍賽B組第一場以2比0擊敗Sentinels，接下來以1比2惜敗Team Heretics(上海大師賽後再度交手)，敗部復活賽可惜已0比2由Sentinels拿下勝利，最後以小組第三無緣8強。
2024年底，Meteor、Lakia、Munchkin 合約到期改為自由選手，Meteor後來轉到T1；Munchkin與Gen.G續約；Lakia因身體因素不續約並轉為ARETE AGENCY （页面存档备份，存于）的講師。
2024年10月23、24日官方接連宣布yoman(Chae Young-mun，前NS選手，取代LAKIA先鋒位置)以及Foxy9(Jung Jae-sung，前DRX選手，取代Meteor守衛位置)加入。
2025年2月VCT前哨戰在敗部組決賽以2:3敗給T1拿下第三名，無緣曼谷大師賽。
2025年3月11日(曼谷大師賽與太平洋Stage1比賽休賽期間)yoman快閃離隊(2025/5/15加入Global Esports)，同月17日宣布Ash加入取代先鋒位，20日宣布加入第六人Suggest(Seo Jae-young，前F4Q選手，與 Foxy9輪流上陣)。
2025年5月VCT Stage1賽事在常規賽以3勝2敗以小組第三名晉級季後賽，在季後賽中勝部組總決賽以1:3敗給RRQ拿下第二名，晉級多倫多大師賽。
2025年6月多倫多大師賽在瑞士制循環賽已2勝0敗完勝進入季後賽在敗部復賽第二輪以1:2慘遭G2淘汰拿下第五、六名。
2025年7月參加EWC小組賽D組2勝1敗以第二名擠下EDG及100T進入季後賽，先以2:0擊敗NRG、再以1:2敗給TH進入敗者組決賽，以2:0戰勝PRX拿下第三名。
2025年7月30日，宣布Suggest離隊，並於8月4日宣布LAKIA回歸與Ash共同擔任先鋒位。

### 現役選手
| ID       | 名字            | 位置   | 生日           | 加入時間   | 國籍 |
| -------- | --------------- | ------ | -------------- | ---------- | ---- |
| Foxy9    | Jung Jae-sung   | 守衛   | 2004年11月20日 | 2024-10-24 |      |
| t3xture  | Kim Na-ra       | 決鬥者 | 1999年7月20日  | 2023-09-26 |      |
| Lakia    | Kim Jong-min    | 先鋒   | 2000年12月24日 | 2025-08-04 |      |
| Ash      | Ha Hyun-cheol   | 先鋒   | 2004年10月15日 | 2025-03-17 |      |
| Munchkin | Byeon Sang-beom | IGL    | 1998年3月27日  | 2024-10-15 |      |
| Karon    | Kim Won-tae     | 控場者 | 2002年10月21日 | 2023-11-23 |      |

### 教練
| ID   | 名字           | 生日          | 國籍 | 備註                          |
| ---- | -------------- | ------------- | ---- | ----------------------------- |
| Solo | Kang Keun-chul | 1988年1月15日 |      | 2024.1.30簽約作為主教練       |
| HSK  | Kim Hae-seong  | 1994年9月2日  |      | 2024.1.30從主教練轉為策略安排 |
| peri | Jung Beom-gi   | 1991年1月13日 |      | 2024.12.18簽約作為助教        |

前選手
| ID      | 名字           | 生日           | 原位置 | 離開時間   | 國籍 | 後續生涯       |
| ------- | -------------- | -------------- | ------ | ---------- | ---- | -------------- |
| Meteor  | Kim Tae-o      | 1999年12月19日 | 守衛   | 2024-10-07 |      | T1             |
| yoman   | Chae Young-mun | 1996年7月11日  | 先鋒   | 2024-10-23 |      | Global Esports |
| Suggest | Seo Jae-young  | 2002年9月30日  | 守衛   | 2025-7-30  |      |                |

## 风暴英雄（已解散）
Gen.G风暴英雄战队成立于2017年七月，这支队伍在2018年暴雪嘉年华上获得了2018年全球总决赛的冠军。
| ID     | 姓名          | 位置         | 国籍 |
| ------ | ------------- | ------------ | ---- |
| KyoCha | Won Ho Jeong  | Melee Flex   |      |
| Reset  | Jin Woo Im    | Flex         |      |
| Rich   | Jae Won Lee   | Ranged Carry |      |
| Sake   | Jung Hyuk Lee | Support      |      |
| Ttsst  | Oon Sung Kang | Tank         |      |

## 星际争霸II（已解散）
该战队的前身为Samsung KHAN，2013年9月10日改为Samsung Galaxy。截止至Gen.G收购SSG时，这一分部已经解散。

## 事件
韩国电竞椅品牌SIDIZ为庆祝电竞椅GC PRO进入台湾市场，将于2023年12月30日15：00出席在台北NUZONE展演空间举办的上市派对，并计划邀请Gen.G与中華職棒台鋼雄鷹啦啦队韩籍成员安芝儇来台参与活动，但Gen.G在12月20日早晨发布的Facebook活动公告中将台湾称为“海外国家”。此举遭到中国大陆网友不满，中国大陆网友纷纷进攻Gen.G的微博，并扬言要抵制SIDIZ品牌。
12月20日午后，Gen.G官方在Facebook与微博发布致歉声明，表示“Gen.G坚定不移尊重并维护中国主权和领土完整的立场”，并停止一切相关宣发，取消来台出席活动。但此举引发韩国与台湾网友不满。